# Vietato ai minorenni
Vietato ai minorenni  è un film del 1944, diretto da Mario Massa.

## Trama
Un losco faccendiere seduce la proprietaria di un hotel e vi si installa sperando di fare un grosso colpo. L'uomo riesce a imbrogliare la sorellina della donna sottraendole una grossa somma di denaro. La ragazza allora per vendetta rintraccia una ballerina, ex amante dell'uomo, lasciata senza troppe spiegazioni. Anche la ballerina, ormai malata terminale, vuole vendicarsi e fingendo di volersi riappacificare organizza una gita in auto provocando poi un incidente dove entrambi troveranno la morte.

## Produzione
Prodotto da Antigono Donati per I.N.A.C. (Industrie Nazionali Associazioni Cinematografiche) in coproduzione con S.A.F.A. di Roma, il film fu girato negli Stabilimenti Titanus della Farnesina, per uscire nelle sale il 2 marzo 1944. Il regista Massa, al suo primo lavoro, fu affiancato, per ragioni tecniche, dal più esperto Domenico Gambino. Questo provocò una successiva polemica tra i due, nelle pagine di Film del 27 gennaio 1945, riportata con un articolo redatto da Paola Ojetti.